# Kim Sang-soo
Đây là một tên người Triều Tiên, họ là Kim.
Kim Sang-su (sinh ngày 23 tháng 3 năm 1990) là cầu thủ chặn ngắn của bóng chày chuyên nghiệp Hàn Quốc, hiện anh đang chơi cho Samsung Lions của Tổ chức bóng chày Hàn Quốc. Em của anh là Kim Sang-Woo thành viên của nhóm nhạc Hàn Quốc, N-Train.